# Nakatosa
Nakatosa (jap. 中土佐町 Nakatosa-chō) – miasto w Japonii, na wyspie Sikoku, w prefekturze Kōchi. Według danych na rok 2020 miejscowość zamieszkiwało 6 002 mieszkańców , a gęstość zaludnienia wyniosła 31,1 os./km².